# رالف سانت جيرمان
رالف سانت جيرمان هو لاعب هوكي الجليد كندي، ولد في 19 يناير 1904 في أوتاوا في كندا، وتوفي بنفس المكان في 2 أغسطس 1974.

## وصلات خارجية
- رالف سانت جيرمان على موقع EliteProspects.com (الإنجليزية)
- رالف سانت جيرمان على موقع أوليمبيديا (الإنجليزية)